# Johnstone-Gletscher
Der Johnstone-Gletscher ist ein  kleiner Gletscher im ostantarktischen Viktorialand. Er fließt vom südlichen Ende der Lanterman Range in den Bowers Mountains und liegt 1,5 km östlich des Zenith Glacier.
Teilnehmer der New Zealand Geological Survey Antarctic Expedition in das nördliche Viktorialand (1967–1968) benannten ihn nach Ian Johnstone, leitender Wissenschaftsoffizier auf der Scott Base im selben Zeitraum.